# Vänern
Vänern /ˈvɛːnəɳ/ (česky Vänernské jezero) je jezero v krajích Västra Götaland a Värmland v jihozápadním Švédsku. Rozlohou svého povrchu je největší v Evropské unii a ve Švédsku a na třetím místě v Evropě. Topografie jezera je důsledkem zvednutí zemského povrchu po roztopení ledovce na konci poslední doby ledové. Jezero vyplňuje tektonickou propadlinu prohloubenou ledovci a ohraničenou na jednotlivých místech zlomy a poklesy. Má rozlohu 5650 km². Je 140 km dlouhé a přibližně 80 km široké. Průměrně je hluboké 27 m a dosahuje maximální hloubky 106 m. Jeho objem je 153 km³ a je tak největší zásobárnou pitné vody v Evropské unii. Rozloha povodí je 41 182 km². Leží v nadmořské výšce 44 m.

## Pobřeží

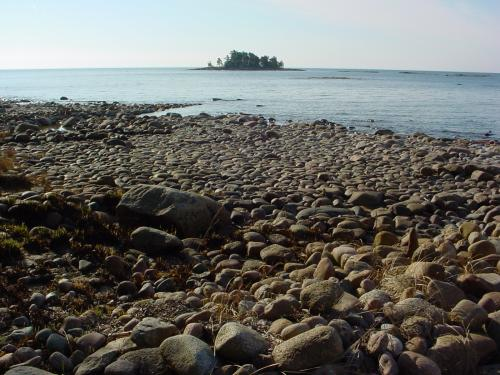
Pohled na jezero Vänern od Hjortens Udde

Jeho pobřeží je dlouhé přibližně 2000 km. Je velmi členité. Břehy jsou převážně nízké.

## Ostrovy
Na jezeře je mnoho ostrovů. Největší jsou na jihovýchodě Torsö (62,03 km²) a Kållandsö (56,78 km²) a na severu Hammarö (48,8 km²). Uprostřed jezera mezi ostrovem Kållandsö a Värmlandským poloostrovem se na ostrově se Husön nachází klášter Lurö. Okolo ostrova Djurö na stejnojmenném souostroví se rozkládá národní park Djurö.

## Vodní režim
Kolísání úrovně hladiny je nepatrné a plynulé, v důsledku toho, že velké vodní stavy na přítocích ze severu a jihu nastávají v různých obdobích a také v důsledku regulace přehradní hrází na odtoku.
Do jezera ústí více než 30 řek. Největší přítok je Klarälven, která se do jezera vlévá v Karlstadu. Odtéká z něj Göta Älv, která ústí do Kattegatu.
Vänern je součástí vodní cesty vedoucí napříč Švédskem. S Göteborgem je spojeno kanálem Trollhätte a se Stockholmem kanálem Göta přes jezero Vättern.

## Vlastnosti vody
Zamrzá v prosinci až v lednu a rozmrzá na konci dubna. Nicméně led je nestálý.

## Fauna a flóra
Během poslední doby ledové bylo jezero spojeno s mořem a to je dodnes poznat na jeho flóře a fauně. Výskytují se zde mořští živočichové ve sladké vodě. Mezi ně patří 34 rozličných druhů ryb. Nejhojnější je koruška evropská (až 2600 exemplářů na ha). Na druhém místě je síh malý s hustotou 200 až 300 exemplářů na ha. Nalzezneme zde většinu sladkovodních druhů žijících ve švédských vodách. Patří mezi ně síh severní, síh peleď, síh (nilssoni), pstruh obecný, cejn velký, cejn siný, cejnek malý, jelec tloušť, jelec jesen, bolen dravý, ouklej obecná, lín obecný, plotice obecná, mník jednovousý, karas obecný, candát obecný a okoun říční.
V okolí jezera je hodně rozvinuté rybářství. Roční výlov (2001) činil 165 tun síhů malých, 100 tun ostatních druhů síhů a 25 tun úhořů.
V jezeře se také vyskytuje sladkovodní losos, který se před 9 000 lety oddělil od lososů z Baltského moře. Tyto ryby dosahují až 20 kg a kromě Vänern se vyskytují ještě v jezeře Saimaa.
Z ptáků zde žijí kormoráni, kteří v 19. století zmizeli, ale nyní se zase vracejí. Dále zde žijí mořští orli. Nejvíce je zde rybáků a racků. Ze vzácných druhů zde najdeme potáplice severní, kameňáčky pestré a rybáky velkozobé.

## Lodní doprava
Na jezeře je rozvinutá místní vodní doprava.

## Osídlení pobřeží
Na pobřeží patří již od středověku vyrostla města, která se navzájem podporovala v rybolovu a distribuci ulovených ryb do ostatních částí Švédska. Mezi ta největší patří Karlstad (1584), Kristinehamn (1642) na severu, Mariestad (1583), Lidköping (1446) na východě Vänersborg (1644), Åmål (1643) na jihu, Säffle (1951) na západě.